# هاري ويد
هاري ويد (12 مارس 1928 في كندا - 21 يوليو 2016) هو لاعب كرة سلة كندي في مركز هجوم قوي الجسم. شارك في الألعاب الأولمبية الصيفية 1952.

## وصلات خارجية
- هاري ويد على موقع الاتحاد الدولي لكرة السلة (الإنجليزية)
- هاري ويد على موقع سبورتس رفرنس (الإنجليزية)
- هاري ويد على موقع أوليمبيديا (الإنجليزية)